# Mort d'un commis voyageur (téléfilm, 1985)
Pour les articles homonymes, voir Mort d'un commis voyageur (homonymie).
Pour plus de détails, voir Fiche technique et Distribution.
Mort d'un commis voyageur (Death of a Salesman) est un drame psychologique américain réalisé par Volker Schlöndorff, sorti en 1985.

## Synopsis
Willy Loman a toujours cru que sa famille et lui étaient nés pour la gloire. Travaillant d'arrache-pied à titre de commis voyageur, Willy perd peu à peu le sens de la réalité et dérive tranquillement vers le passé. Pendant ce temps, sa femme Linda et ses fils Biff et Happy tentent de s'adapter à son autodestruction et à ses fantômes tenaces du passé.

## Fiche technique
- Titre original : Death of a Salesman
- Titre francophone : Mort d'un commis voyageur
- Réalisation : Volker Schlöndorff
- Scénario : Arthur Miller, d'après sa pièce de théâtre éponyme
- Direction artistique : John Kasarda
- Costumes : Ruth Morley
- Musique : Alex North
- Photographie : Michael Ballhaus
- Montage : Mark Burns et David Ray
- Création des décors : Tony Walton
- Décorateur : Robert J. Franco (en)
- Production : Robert F. Colesberry
  - Production associée : Michael Nozik (en) et Nellie Rachel Nugiel
- Sociétés de production : Roxbury Productions, Punch Productions
- Sociétés de distribution : Columbia Broadcasting System (États-Unis), AMLF (France)
- Pays d'origine :  États-Unis
- Langue d'origine : anglais
- Genre : Drame psychologique
- Durée : 136 minutes
- Diffusion :
  - États-Unis : 16 août 1985
  - France : 22 février 1989

## Distribution
- Dustin Hoffman : Willy Loman
- Kate Reid : Linda Loman
- John Malkovich : Biff Loman
- Stephen Lang : Harold « Happy » Loman
- Charles Durning : Charley
- Louis Zorich (en) : Ben
- David S. Chandler : Bernard
- Jon Polito : Howard
- Kathryn Rossetter : la femme de Boston
- Tom Signorelli : Stanley
- Linda Kozlowski : miss Forsythe
- Karen Needle : Letta
- Anne McIntosh : Jenny

## Distinctions

### Récompenses
- Emmy Awards 1986 :
  - Meilleur acteur dans une mini-série ou un téléfilm pour Dustin Hoffman
  - Meilleur acteur dans un second rôle dans une mini-série ou un téléfilm pour John Malkovich
  - Meilleure direction artistique pour une minisérie, un téléfilm ou un programme spécial pour Tony Walton, John Kasarda et Robert J. Franco
- Golden Globes 1986 : Meilleur acteur dans une mini-série ou un téléfilm pour Dustin Hoffman